# L'Erol
L'Erol és una revista en llengua catalana de divulgació cultural, històrica i científica de la comarca del Berguedà, fundada el 1982 per l'associació Àmbit de Recerques del Berguedà. El primer número va aparèixer per Sant Jordi d'aquest any, i s'ha publicat ininterrompudament fins avui. Va comptar amb la col·laboració, entre d'altres de Josep Maria Ballarín i Monset (1920-2016), i Josep Calvet i Bellera.
Ja al segon any de la seva existència va rebre el Premi Tasis-Torrent a la millor publicació especialitzada, atorgat per la diputació de Barcelona. La portada del número dedicat al final de la guerra civil espanyola va guanyar el guardó a la millor portada del 2014, atorgat per l'Associació Catalana de la Premsa Comarcal. Un reportatge publicat el 2015 sobre els refugiats jueus durant la Segona Guerra Mundial va rebre el premi al millor treball periodístic dels guardons que convoca la Federació d'Associacions d'Editors de Premsa, Revistes i Mitjans Digitals.